# Valérie Bonneton
Valérie Bonneton (Somain, 5 de abril de 1970) es una actriz francesa de cine y televisión. Bonneton ha aparecido en más de cuarenta películas, incluyendo Summer Hours, Little White Lies y Qui a envie d'être aimé?, y en programas de televisión como Fais pas ci, fais pas ça y La famille Guérin. En agosto de 2014 actuó junto a Dany Boon en la película para televisión Eyjafjallajökull, le volcan (Eyjafjallajökull, el volcán).

## Filmografía seleccionada

### Cine
- La vie parisienne (1995)
- Love, etc. (1996)
- La voie est libre (1998)

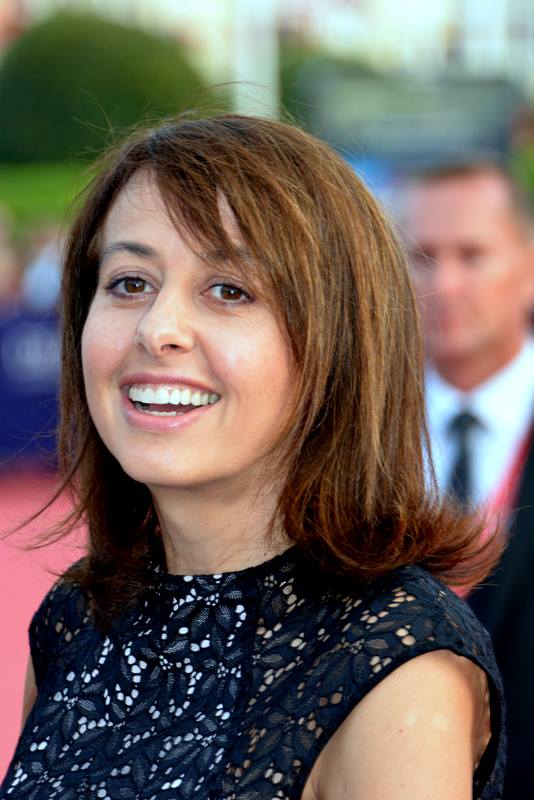
Bonneton en 2014.

- Jeanne et le garçon formidable (1998)
- (G)rève party (1998)
- La mort du chinois (1998)
- Mookie (1998)
- L'homme de ma vie (1999)
- Les destinées sentimentales (2000)
- Voyance et manigance (2001)
- Le bison (et sa voisine Dorine) (2003)
- Janis & John (2003)
- France Boutique (2003)
- Les gens honnêtes vivent en France (2005)
- La cloche a sonné (2005)
- Je vous trouve très beau (2005)
- Essaye-moi (2006)
- La giungla a Parigi (2006)
- L'école pour tous (2006)
- Ore d'estate (2008)
- Piccole bugie tra amici (2010)
- L'amore inatteso (2010)
- Propriété interdite (2011)
- Un amore di gioventù (2011)
- Le Skylab (2011)
- L'oncle Charles (2012)
- À coup sûr (2014)
- Jacky au royaume des filles (2014)
- Tutti pazzi in casa mia (2014)
- Jamais de la vie (2015)
- Ils sont partout (2016)